# 2004年夏季奥林匹克运动会阿尔及利亚代表团
2004年夏季奥林匹克运动会阿尔及利亚代表团共派出61名运动员参加了10个大项的比赛，参赛的61名选手当中，46人为男选手，另外15人为女选手。该国在该届奥运最终未能获得任何奖牌，这是1988年汉城奥运以来首次。
参加的10个大项包括：田径、拳击、击剑、柔道、赛艇、游泳、乒乓球、网球、举重和摔跤。